# Shakers creyentes

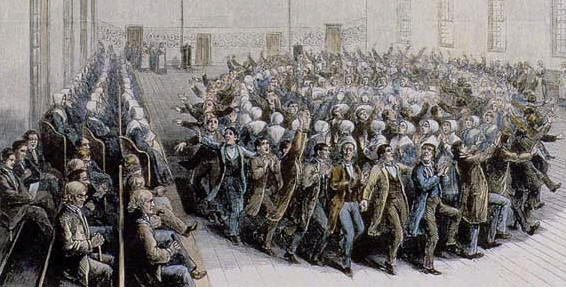
Baile y culto shaker

La Sociedad Unida de Creyentes en la Segunda Aparición de Cristo, conocidos como Shakers (Sacudidos) o Shaking Quakers (Cuáqueros sacudidos), es una organización religiosa originalmente descrita como una rama de los cuáqueros protestantes.
Fundada sobre las enseñanzas de Ann Lee (1736-1784), el grupo fue conocido por su énfasis en la igualdad social, el celibato y el rechazo del matrimonio, lo cual llevó a su precipitado declive en número después de que se redujera su gran participación en el funcionamiento de orfanatos.
Ann Lee (1736-1784) (Mánchester, 29 de febrero de 1736 - Watervliet, 8 de septiembre de 1784), comúnmente conocida como Mother Ann Lee, fue la líder de la Sociedad Unida de Creyentes en la segunda Aparición de Cristo, o Shakers.
Los líderes de los shakers profetizaron que Jesucristo volvería (provocando el fin del mundo) en 1792. Vendría como un ladrón, sin que nadie pudiera preverlo.
Cuando pasó este año sin que nada sucediera, los pastores volvieron a vaticinar que el Juicio Final sucedería en 1794.
Con algunos supervivientes en la actualidad, son conocidos por sus contribuciones culturales (sobre todo en el estilo de música y la ebanistería).

## Teología

### Dualismo
La teología de los Sacudidos (Shakers) se basa en la idea del dualismo de Dios como hombre y mujer: "Y creó Dios al hombre a su imagen, a imagen de Dios lo creó; varón y hembra los creó" (Génesis 1-27). Se interpretó como que este pasaje demostraba la naturaleza dual del Creador y consideraron a su fundadora la contraparte femenina de Cristo.